# ایدیت اوانسون
ایدیت اوانسون (به انگلیسی: Edith Evanson) یک بازیگر آمریکایی است که در ۲۸ آوریل ۱۸۹۶ در تاکومای واشینگتن، در ایالات متحده آمریکا زاده شد. از جمله بازی‌های شاخص او می‌توان به حضور در فیلم طناب اثر آلفرد هیچکاک اشاره کرد. وی در ۹ نوامبر ۱۹۸۰ در شهرستان ریورساید، کالیفرنیا در سن ۸۴ سالگی به علت کهولت سن درگذشت.